# Nicki Minaj
Onika Tanya Maraj-Petty (Port-of-Spain, Trinidad i Tobago, 8. prosinca 1982.), poznatija po svom umjetničkom imenu Nicki Minaj, trinidadsko-američka je pjevačica i reperica, koja je postigla slavu nakon što je potpisala ugovor za Lil Wayneovu diskografsku kuću Young Money Entertainment.
Njezin debitantski album, "Pink Friday" (2010.), bio je na prvom mjestu Billboard 200 ljestvice. Njezin peti singl, "Super Bass", dosegao je treće mjesto na Billboard Hot 100 ljestvici. Minajin naredni album, "Pink Friday: Roman Reloaded" (2012.), istraživao je dance-pop žanr. Njezin treći album, "The Pinkprint" (2014.), istraživao je osobnije teme i označio povratak njezinim hip hop korijenima. Drugi singl ovoga albuma, "Anaconda", dosegao je drugo mjesto na Hot 100, a 2021. je glazbeni video za ovaj singl postao prvi glazbeni video solo repera koji je dosegao milijardu pregleda na YouTubeu. 
Izdala je svoj četvrti album, "Queen", 2018. i iznjedrio je singl "Chun-Li" među deset najboljih. Godine 2019. njezina suradnja s Karol G, "Tusa", postala je najdugovječniji singl broj jedan na Argentina Hot 100 ljestvici. Godine 2020. Minaj je ostvarila svoja prva dva singla broj jedan na Hot 100, sa svojim remiksom pjesme "Say So" Doje Cat i suradnjom sa reperom 6ix9ineom, "Trollz". 
Često nazivana "kraljicom rapa" i "kraljicom hip hopa", Minaj je također jedna od najprodavanijih glazbenih umjetnica, s više od 100 milijuna prodanih albuma. Nekoliko medija opisalo ju je kao jednu od najutjecajnijih reperica svih vremena, a Billboard ju je rangirao kao najbolju repericu 2010-ih. Postala je prva pjevačica koja je imala stotinu pjesama na Billboard Hot 100 i ima 21 top deset singlova u Sjedinjenim Državama. Njezina razna priznanja uključuju osam American Music Awards, pet MTV Video Music Awards, dvanaest BET nagrada, četiri Billboard Music Awards, Brit Award i tri Guinnessova svjetska rekorda. Godine 2016. Time ju je uvrstio na svoju godišnju listu 100 najutjecajnijih ljudi na svijetu. Izvan glazbe, njezina filmska karijera uključuje glasovne uloge u animiranim filmovima "Ledeno doba : Zemlja se trese" (2012.) i "The Angry Birds Movie 2" (2019.), kao i sporedne uloge u filmovima "The Other Woman" (2014.) i "Barbershop: The Next Cut" (2016).

## Raniji život
Onika Tanya Maraj rođena je 8. prosinca 1982. godine u Saint James distriktu grada Port of Spain, u državi Trinidad i Tobago. Njezin otac bio je Robert Maraj (1956. – 2021.), financijski direktor i honorarni pjevač gospela Dougle. Njezina majka, Carol Maraj, također je gospel pjevačica afro-trinidadskog podrijetla. Carol je radila u računovodstvu tijekom Minajine mladosti. Minajin otac bio je alkoholičar i ovisan o kokainu, te je imao nasilan temperament, spalivši njihovu porodičnu kuću u prosincu 1987. godine.
Nicki ima starijeg brata po imenu Jelani, mlađeg brata po imenu Micaiah i mlađu sestru po imenu Ming.  Kao dijete, Minaj i njezin stariji brat, Jelani, odrasli su s bakom u kućanstvu s 11 rođaka. Minajina majka, Carol, radila je brojne poslove u Saint Jamesu prije nego što je dobila zelenu kartu u dobi od 24 godine. Zatim se preselila u Bronx u New Yorku kako bi pohađala Monroe College, ostavivši i Minaj i Jelanija u Trinidadu s bakom. Kada je Minaj imala pet godina, Carol je kupila kuću, na 147. ulici u Queensu i dovela je Minaj i Jelani da žive s njom i njihovim ocem.
Minaj je uspješno prošla audiciju za prijem u srednju školu Fiorello H. LaGuardia, koja se fokusira na vizualne i izvedbene umjetnosti. Nakon diplome, Minaj je željela postati glumica, a dobila je ulogu u Off-Broadway predstavi "In Case You Forget" 2001. godine.
Minaj je otkrila da je kao tinejdžerica imala prekid trudnoće u svojim pjesmama "All Things Go" i "Autobiography". Rekla je da, iako ju je to "progonilo", ostaje pri svojoj odluci. U dobi od 19 godina radila je kao konobarica u restoranu Red Lobster u Bronxu, ali je otpuštena zbog neljubaznosti prema mušterijama. Rekla je da je iz sličnih razloga otpuštena s "najmanje 15 poslova". Minaj se prisjeća da je kao 19-godišnjakinja kupila BMW novcem od konobarenja.

## Glazbena karijera

### 2004. – 2009.: Početak karijere i miksani albumi
Nicki je započela karijeru 2004. godine pjevanjem pratećih vokala i refrene za repere iz New Yorka. U 2008. godini Nicki izdaje svoj drugi mixtape Sucka Free. U srpnju se pojavila i u časopisu XXL dajući kratak pogled života do sada. Kasnije te iste godine na Underground Music Awards proglašena je najboljim ženskim izvođačem godine.
U travnju 2009. godine Nicki izdaje još jedan mixtape Beam Me Up Scotty. Dobila je pozitivne kritike od MTV-a i BET-a. Nakon premijere, njezin mentor Lil Wayne potpisao je da Young Money bude u suradnji s Universal Motown Records. Ona je sudjelovala na debi albumu We Are Young Money koji je objavljen 21. prosinca 2009. godine. Album se prodao u 142.000 primjeraka u prvom tjednu, s kojim su dostigli 9. mjesto na Billboard 200. Njezino repanje se pojavilo na albumu od tri singla. BedRock koji je izdan u studenom 2009. godine i dosegao je 2. mjesto na Billboard Hot 100 i 2. mjesto na Hot R&B/Hip-Hop Songs. Treći singl s albuma je Roger That koji je objavljen u ožujku 2010. godine i dosegao 56. mjesto na Hot 100, 15. mjesto Hot R&B/Hip-Hop Songs i 6. mjesto na Hot Rap Songs.

### 2009. – 2011:Pink Friday
Prije nego što je izdala svoj prvi solo album (osim miksanih albuma), pjeva u 18 pjesama drugih izvođača, uključujući Up Out My Face (Remix) s Mariah Carey, My Chick Bad s Ludacrisom, Lil' Freak s Usher-om, Woohoo s Christinom Aguilerom i Letting Go (Dutty Love) sa Seanom Kingstonom. Zatim u siječnju 2010. godine izdaje još jedan miksani album pod nazivom Barbie World.
Nakon toga Nicki izdaje svoj prvi singl Massive Attack koji je objavljen 13. travnja 2010. godine. Pjesmu pjeva sa Seanom Garrettom, koji je i producirao tu pjesmu zajedno s Alexom Da Kidom. Video spot za singl snimljen je 16. ožujka u pustinji blizu Lancaster-a, Kalifornija s redateljem Hypom Williamsom. Singl nije bio uspješan zauzeo je 22. mjesto na US Bubbling Under Hot 100 Singles chart i 65. mjesto na 
Hot R&B/Hip-Hop Songs chart. Pjesma se nije našla na njenom debitanskom albumu.
Objavila je svoj prvi službeni singl Your Love. Našao se na 14. mjestu na Billboard Hot 100, 7. mjesto na Hot R&B/Hip-Hop Songs chart. Ta pjesma joj je postigla najuspješniji uspeh dosad. Nicki je postala prva ženska izvođačica bez pratnje koja se našla na prvom mjestu liste Rap Songs od 2002. godine. Objavila je preko Twitter-a da će njezin debitantski album Pink Friday biti objavljen 23. studenog 2010. godine. On je iznjedrio 6 singlova. Godine 2011. objavljeno je da će nastupati na turneji Britney Spears.

## Diskografija
- Pink Friday (2010.)
- Pink Friday: Roman Reloaded (2012.)
- The Pinkprint (2014.)
- Queen (2018.)
- Pink Friday 2 (2023.)

## Nagrade i nominacije
- 2008. Underground Music Awards
  - Female Artist of the Year (Osvojila)

- 2010. BET Awards[13]
  - Best Female Hip-Hop Artist (Osvojila)
  - Best New Artist (Osvojila)
  - Best Group (Young Money) - (Osvojila)
  - Best New Artist (Young Money) - (Nominirana)
  - Viewer's Choice: "BedRock" (Young Money feat. Lloyd) (Nominirana)

- 2010. Teen Choice Awards[14]
  - Choice Breakout Artist – Female (Nominirana)

- 2010. MTV Video Music Awards
  - Best New Artist: "Massive Attack" (feat. Sean Garrett) (Nominirana)

- 2010. BET Hip Hop Awards
  - Rookie of the Year (Osvojila)
  - Made You Look (Osvojila)
  - People's Champ (Osvojila)
  - Hustler of the Year (Nominirana)
  - Lyricist of the Year (Nominirana)

- 2010. MOBO Awards
  - Best International Act (Nominirana)[15]

- 2010. Grammy Awards
  - Najbolja rap izvedba od dua ili grupe za "My Chick Bad" (Ludacris featuring Nicki Minaj) (Nominirana)

- 2012. Grammy Awards
  - Najbolja rap izvedba za "Moment 4 Life" (Nicki Minaj featuring Drake) (Osvojila)

- 2015. Grammy Awards
  - Najbolja rap pjesma za "Anaconda" (Osvojila)
  - Najbolja pop duo izvedba za "Bang Bang" (Jessie J featuring Ariana Grande & Nicki Minaj) (Osvojila)

- 2016. Grammy Awards
  - Najbolja rap izvedba dua ili grupe za "Only" (Nicki Minaj, Drake, Chris Brown) (Nominirana)
  - Najbolji rap album godine za "The Pinkprint" (Osvojila)

- 2017. Grammy Awards
  - Najbolja pop duo pjesma za "Side to Side" (Ariana Grande featuring Nicki Minaj) (Osvojila)

- 2019. Grammy Awards
  - Najbolji rap album godine za "Queen" (Nominirana)
  - Najbolji album godine za "Queen" (Nominirana)

## Vanjske poveznice
- Službena stranica  Arhivirana inačica izvorne stranice od 24. veljače 2011. (Wayback Machine)
- Nicki Minaj na MySpaceu
- Nicki Minaj na Twitteru
- Nicki Minaj na Internet Movie Databaseu
- Nicki Minaj  Arhivirana inačica izvorne stranice od 12. studenoga 2010. (Wayback Machine) na MTV